# Bisfenol BP
Bisfenol BP (afgekort tot BPBP) is een organische verbinding met als brutoformule C25H20O2.

## Synthese
Bisfenol BP kan bereid worden door reactie van fenol met benzofenon, onder invloed van een zure katalysator. De reactie zelf verloopt middels een elektrofiele aromatische substitutie.

## Toepassingen
Bisfenol BP wordt gebruikt bij de productie van polycarbonaten en diverse kunststoffen, waaronder harsen.